# Освајачи олимпијских медаља у брзом клизању
Брзо клизање на Зимским олимпијским играма дебитовао је 1924. на играма у Шамонију, а жене се такмиче од игара у Скво Велију 1960. године. Следећа листа презентује све освајаче златних, сребрних и бронзаних медаља на Олимпијским играма у брзом клизању.

## Мушкарци

### 500 м
| Игре                      |                                               | |                                                                                   |
| 1924. Шамони              | Чарлс Џутро · Сједињене Америчке Државе       | Оскар Олсен · Норвешка                                                                                        | Роалд Ларсен · Норвешка Клас Тумберг · Финска                                     |
| 1928. Сент Мориц          | Бернт Евенсен · НорвешкаКлас Тумберг · Финска | није додељено                                                                                                 | Џон Фарел · Сједињене Америчке Државе Јако Фриман · ФинскаРоалд Ларсен · Норвешка |
| 1932. Лејк Плесид         | Џек Шеј · Сједињене Америчке Државе           | Берт Евенсен · Норвешка                                                                                       | Александар Хрд Канада                                                             |
| 1936. Гармиш-Партенкирхен | Ивар Балангруд · Норвешка                     | Георг Крог · Норвешка                                                                                         | Лио Фрајзингер · Сједињене Америчке Државе                                        |
| 1948. Сент Мориц          | Фин Хелгесен · Норвешка                       | Кен Бартоломју · Сједињене Америчке ДржавеТомас Биберг · НорвешкаРоберт Фицџералд · Сједињене Америчке Државе | није додељено                                                                     |
| 1952. Осло                | Кен Хенри · Сједињене Америчке Државе         | Дон Мекдрмет · Сједињене Америчке Државе                                                                      | Гордон Одли · КанадаАрне Јохансен · Норвешка                                      |
| 1956. Кортина д'Ампецо    | Јевгениј Гришин · Совјетски Савез             | Рафаељ Граћ · Совјетски Савез                                                                                 | Олв Јестванг · Норвешка                                                           |
| 1960. Скво Вели           | Јевгениј Гришин · Совјетски Савез             | Бил Дизни · Сједињене Америчке Државе                                                                         | Рафаељ Граћ · Совјетски Савез                                                     |
| 1964. Инзбрук             | Тери Мекдрмет · Сједињене Америчке Државе     | Олв Јестванг · НорвешкаЈевгениј Гришин · Совјетски СавезВладимир Орлов · Совјетски Савез                      | није додељено                                                                     |
| 1968. Гренобл             | Ерхард Келер · Западна Немачка                | Тери Мекдрмет · Сједињене Америчке ДржавеМагне Томасен · Норвешка                                             | није додељено                                                                     |
| 1972. Сапоро              | Ерхард Келер · Западна Немачка                | Хасе Борјес · Шведска                                                                                         | Валериј Муратов · Совјетски Савез                                                 |
| 1976. Инзбрук             | Јевгениј Куљиков · Совјетски Савез            | Валериј Муратов · Совјетски Савез                                                                             | Ден Имерфал · Сједињене Америчке Државе                                           |
| 1980. Лејк Плесид         | Ерик Хајден · Сједињене Америчке Државе       | Јевгениј Куљиков · Совјетски Савез                                                                            | Лив де Боер · Холандија                                                           |
| 1984. Сарајево            | Сергеј Фокичев · Совјетски Савез              | Јошихиро Китазава · Јапан                                                                                     | Гаетон Буши · Канада                                                              |
| 1988. Калгари             | Уве-Јенс Мај · Источна Немачка                | Јан Икема · Холандија                                                                                         | Акира Куроива · Јапан                                                             |
| 1992. Албертвил           | Уве-Јенс Мај · Немачка                        | Тошијуки Куроива · Јапан                                                                                      | Јуничи Иноуе · Јапан                                                              |
| 1994. Лилехамер           | Александар Голубјев · Русија                  | Сергеј Клевчења · Русија                                                                                      | Манабу Хори · Јапан                                                               |
| 1998. Нагано              | Хиројасу Шимицу · Јапан                       | Џереми Вотерспун · Канада                                                                                     | Кевин Оверланд · Канада                                                           |
| 2002. Солт Лејк Сити      | Кејси Фицрендолф · Сједињене Америчке Државе  | Хиројасу Шимицу · Јапан                                                                                       | Кип Капентер · Сједињене Америчке Државе                                          |
| 2006. Торино              | Џои Чик · Сједињене Америчке Државе           | Дмитриј Дорофејев · Русија                                                                                    | Ли Ган-сок · Јужна Кореја                                                         |
| 2010. Ванкувер            | Мо Те-бом · Јужна Кореја                      | Кеичиро Нагашима · Јапан                                                                                      | Ђођи Като · Јапан                                                                 |
| 2014. Сочи                | Мишел Мулдер · Холандија                      | Јан Смекенс · Холандија                                                                                       | Рондал Мулдер · Холандија                                                         |

### 1000 м
| Игре                 |                                         |                                     |                                                           |
| 1976. Инзбрук        | Питер Мулер · Сједињене Америчке Државе | Јорн Дидриксен · Норвешка           | Валериј Муратов · Совјетски Савез                         |
| 1980. Лејк Плесид    | Ерик Хајден · Сједињене Америчке Државе | Гаетон Буши · Канада                | Владимир Лобанов · Совјетски СавезФруде Ронинг · Норвешка |
| 1984. Сарајево       | Гаетон Буши · Канада                    | Сергеј Хлебњиков · Совјетски Савез  | Каи Арне Енгелстад · Норвешка                             |
| 1988. Калгари        | Николај Гуљајев · Совјетски Савез       | Уве-Јенс Мај · Источна Немачка      | Игор Железовски · Совјетски Савез                         |
| 1992. Албертвил      | Олаф Цинке · Немачка                    | Ким Ју-ман · Јужна Кореја           | Јукинори Мијабе · Јапан                                   |
| 1994. Лилехамер      | Ден Јансен · Сједињене Америчке Државе  | Игор Железовски Белорусија          | Сергеј Клевчења · Русија                                  |
| 1998. Нагано         | Идс Постма · Холандија                  | Јан Бос · Холандија                 | Хиројасу Шимицу · Јапан                                   |
| 2002. Солт Лејк Сити | Герард ван Велде · Холандија            | Јан Бос · Холандија                 | Џои Чик · Сједињене Америчке Државе                       |
| 2006. Торино         | Шани Дејвис · Сједињене Америчке Државе | Џои Чик · Сједињене Америчке Државе | Ербен Венемарс · Холандија                                |
| 2010. Ванкувер       | Шани Дејвис · Сједињене Америчке Државе | Мо Те-бом · Јужна Кореја            | Чад Хендрик · Сједињене Америчке Државе                   |
| 2014. Сочи           | Стефан Гротхојс · Холандија             | Дени Морисон · Канада               | Мишел Мулдер · Холандија                                  |

### 1500 м
| Игре                      |                                                                   |                                              |                                         |
| 1924. Шамони              | Клас Тумберг · Финска                                             | Роалд Ларсен · Норвешка                      | Сигурд Моен · Норвешка                  |
| 1928. Сент Мориц          | Клас Тумберг · Финска                                             | Бернт Евенсен · Норвешка                     | Ивар Балангруд · Норвешка               |
| 1932. Лејк Плесид         | Џек Шеј · Сједињене Америчке Државе                               | Александар Хрд Канада                        | Вили Логан Канада                       |
| 1936. Гармиш-Партенкирхен | Чарлс Матисен · Норвешка                                          | Ивар Балангруд · Норвешка                    | Биргер Вазениус · Финска                |
| 1948. Сент Мориц          | Свере Фарстад · Норвешка                                          | Оке Сејфарт · Шведска                        | Од Лундберг · Норвешка                  |
| 1952. Осло                | Јалмар Андершен · Норвешка                                        | Вим бан дер Ворт · Холандија                 | Роалд Ос · Норвешка                     |
| 1956. Кортина д'Ампецо    | Јевгениј Гришин · Совјетски СавезЈуриј Михајлов · Совјетски Савез | није додељено                                | Тоиво Салонен · Финска                  |
| 1960. Скво Вели           | Роалд Ос · НорвешкаЈевгениј Гришин · Совјетски Савез              | није додељено                                | Борис Стењин · Совјетски Савез          |
| 1964. Инзбрук             | Антс Антсон · Совјетски Савез                                     | Кес Веркерк · Холандија                      | Вили Хауген · Норвешка                  |
| 1968. Гренобл             | Кес Веркерк · Холандија                                           | Ивар Ериксен · НорвешкаАрд Шхенк · Холандија | није додељено                           |
| 1972. Сапоро              | Ард Шхенк · Холандија                                             | Роар Гренволд · Норвешка                     | Јоран Класон · Шведска                  |
| 1976. Инзбрук             | Јан Егил Стурхулт · Норвешка                                      | Јуриј Кондаков · Совјетски Савез             | Ханс ван Хелден · Холандија             |
| 1980. Лејк Плесид         | Ерик Хајден · Сједињене Америчке Државе                           | Ћај Арне Стенћиемет · Норвешка               | Тарје Андершен · Норвешка               |
| 1984. Сарајево            | Гаетон Буши · Канада                                              | Сергеј Хлебњиков · Совјетски Савез           | Олег Божев · Совјетски Савез            |
| 1988. Калгари             | Андре Хофман · Источна Немачка                                    | Ерик Флејм · Сједињене Америчке Државе       | Михаел Хадшиеф · Аустрија               |
| 1992. Албертвил           | Јохан Олав Кос · Норвешка                                         | Одне Сендрол · Норвешка                      | Лео Висер · Холандија                   |
| 1994. Лилехамер           | Јохан Олав Кос · Норвешка                                         | Ринтје Ричма · Холандија                     | Фалко Зандстра · Холандија              |
| 1998. Нагано              | Одне Сендрол · Норвешка                                           | Идс Постма · Холандија                       | Ринтје Ричма · Холандија                |
| 2002. Солт Лејк Сити      | Дерек Пара · Сједињене Америчке Државе                            | Јохем Оутдехаге · Холандија                  | Одне Сендрол · Норвешка                 |
| 2006. Торино              | Енрико Фабрис · Италија                                           | Шани Дејвис · Сједињене Америчке Државе      | Чад Хендрик · Сједињене Америчке Државе |
| 2010. Ванкувер            | Марк Таутерт · Холандија                                          | Шани Дејвис · Сједињене Америчке Државе      | Ховард Беко · Норвешка                  |
| 2014. Сочи                | Збигњев Бродка · Пољска                                           | Кун Вервеј · Холандија                       | Дени Морисон · Канада                   |